# Česká Bělá
Česká Bělá (Duits: Böhmisch Bela) is een Tsjechische vlek (městys) in de regio Vysočina, en maakt deel uit van het district Havlíčkův Brod. Česká Bělá telt 1100 inwoners (2023).

## Geschiedenis
- 1257 – De eerste schriftelijke vermelding van Česká Bělá.
- 2006 – De gemeente Česká Bělá krijgt (opnieuw) de status vlek.[1]